# Metropolia di Gortina e Arcadia

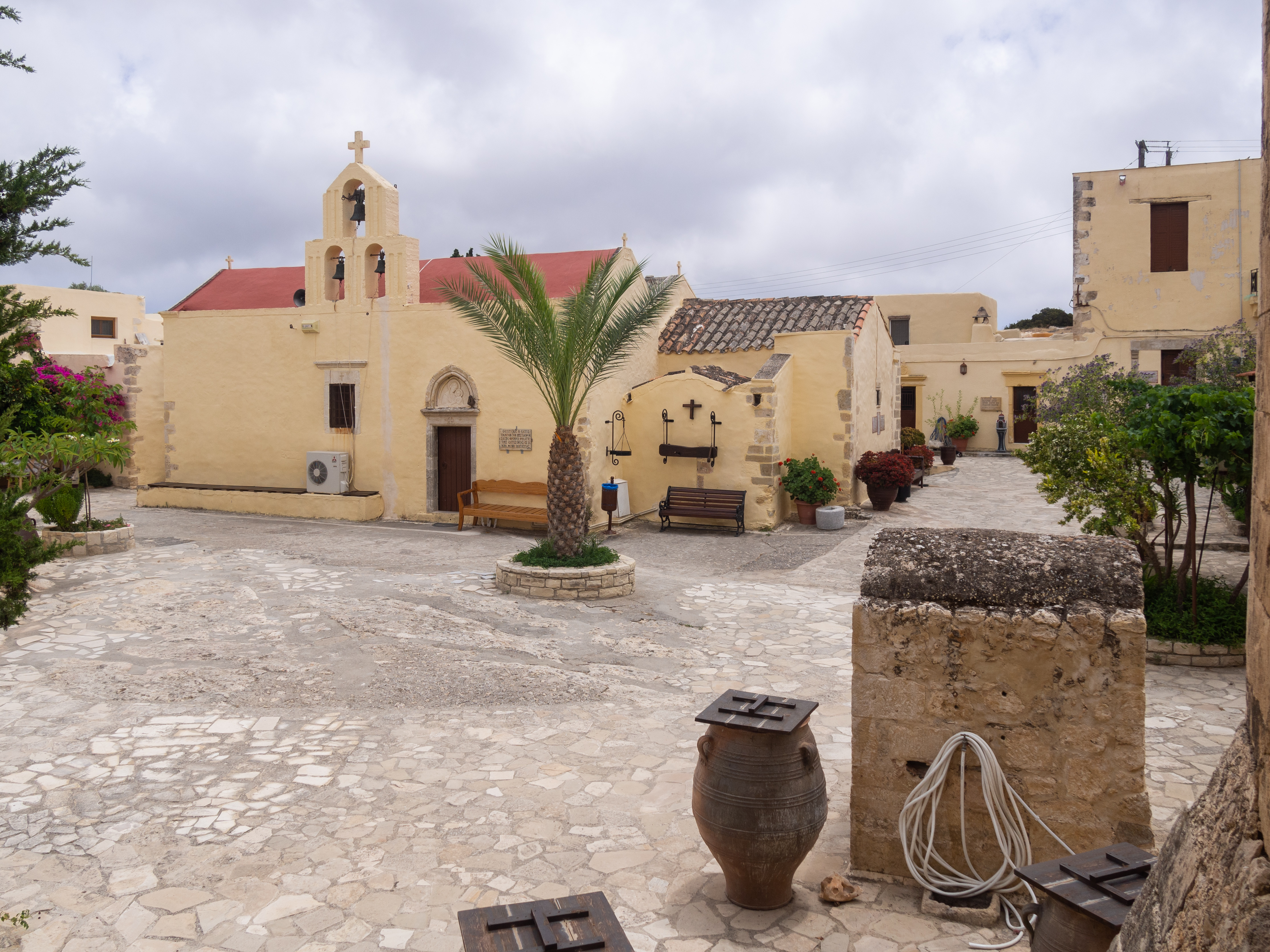
Il monastero dell'Odegitria di Festo.

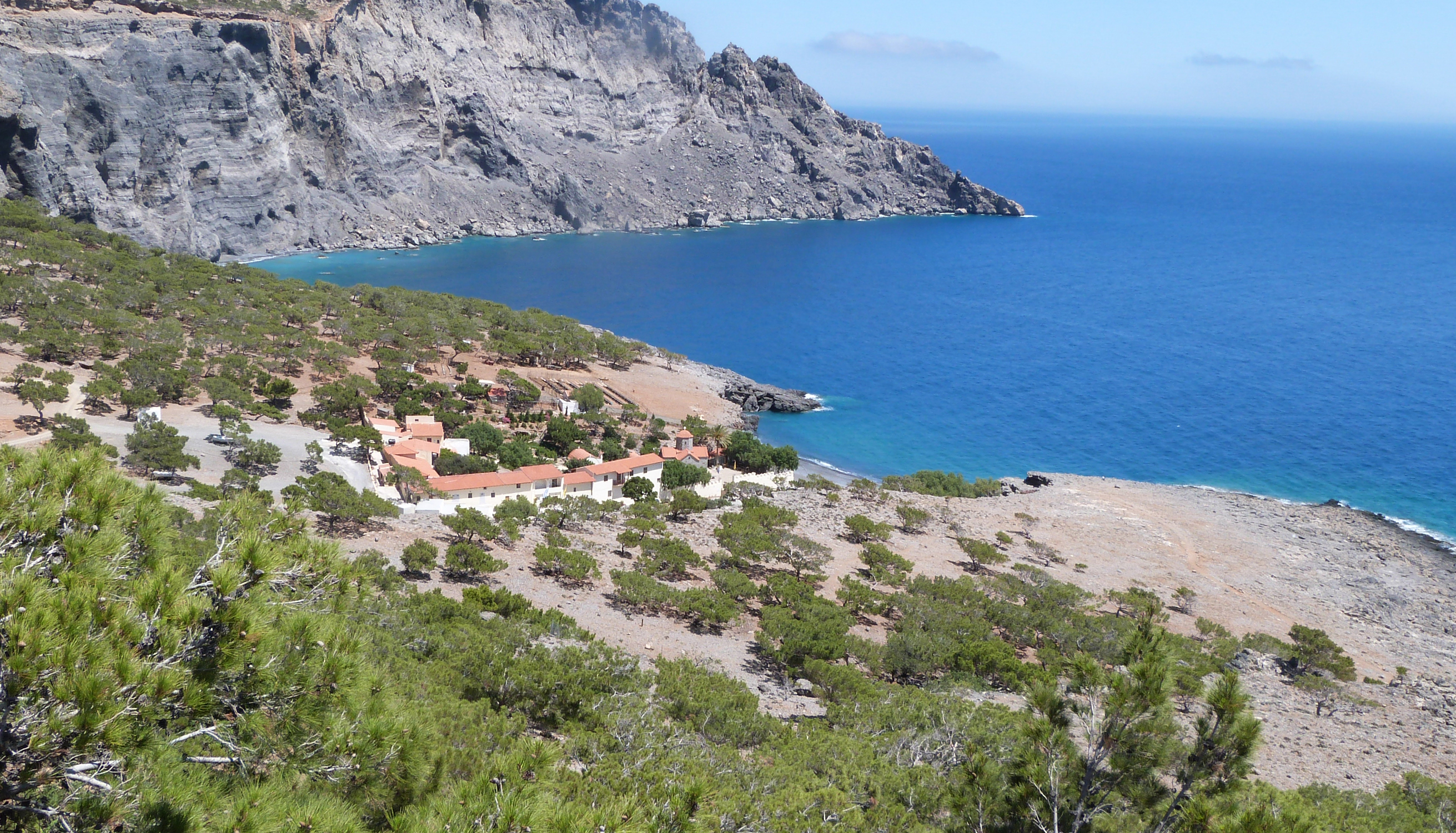
Vista dall'alto del monastero di Panagía Koudoumá nel comune di Gortina.

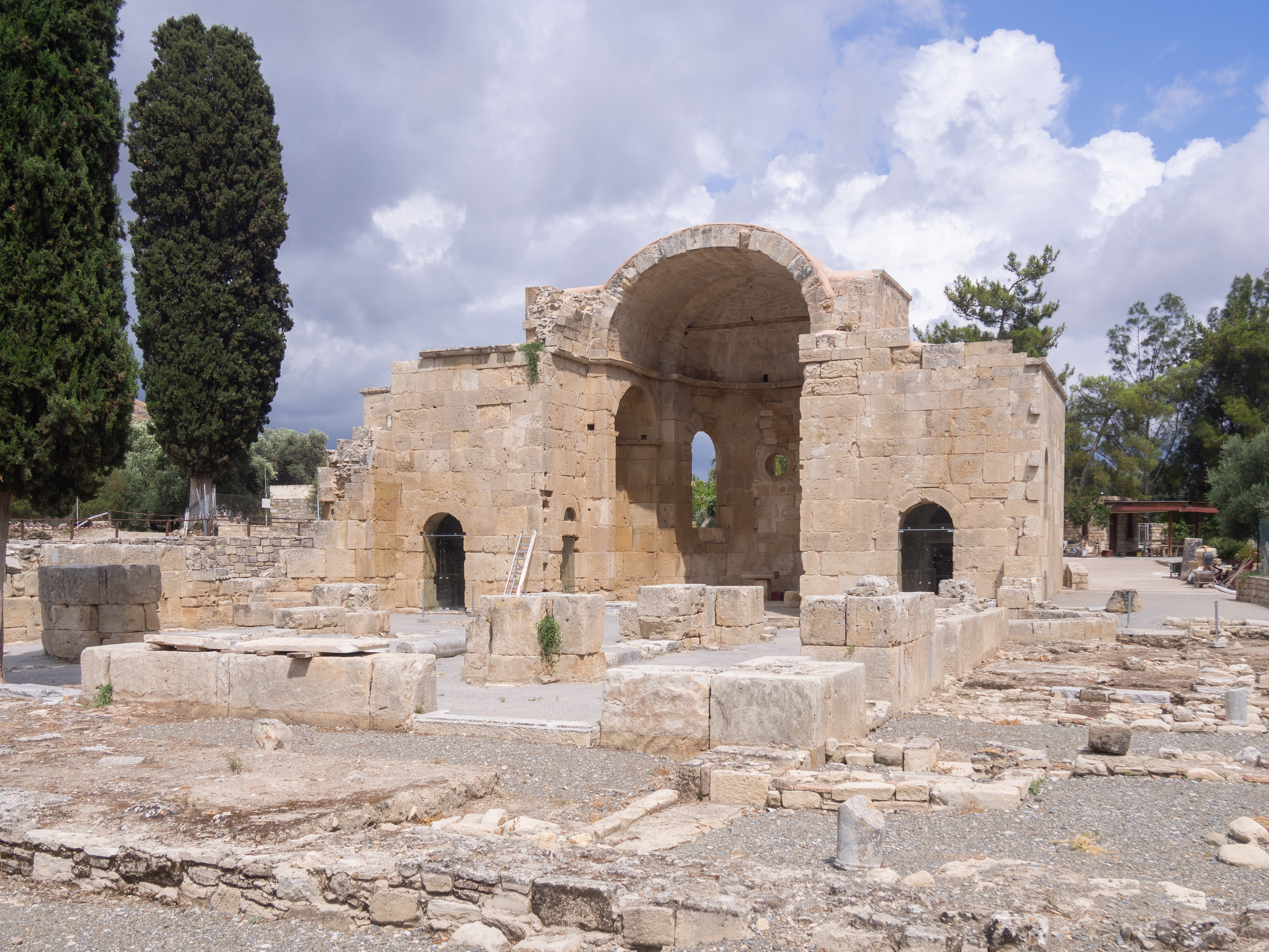
Resti della basilica di san Tito a Gortina.

La metropolia di Gortina e Arcadia (in greco: Ιερά Μητρόπολις Γορτύνης και Αρκαδίας) è una delle 8 metropolie che, assieme all'arcidiocesi di Creta, costituiscono la Chiesa di Creta, una Chiesa ortodossa semiautonoma sotto il Patriarcato ecumenico di Costantinopoli.
Dal 26 maggio 2005 metropolita di Gortina e Arcadia, ipertimo e esarca di Creta centrale, è Makarios Douloufakis.

## Territorio
La metropolia comprende i comuni di Festo, Gortina e Archanes-Asterousia nell'unità periferica di Candia.
Sede della metropolia è la città di Mires, dove si trova la cattedrale metropolitana di San Giorgio.
Il territorio è suddiviso in 108 parrocchie, raggruppate in 6 distretti. Nella metropolia si trovano 6 monasteri maschili e 1 femminile.

## Storia
La metropolia di Gortina e Arcadia unisce due antiche sedi episcopali di Creta. Gortina fu la sede metropolitana dell'isola fin dall'instaurazione del cristianesimo a Creta che, secondo la tradizione cristiana, si attribuisce a san Tito, discepolo di san Paolo. La città fu distrutta quando l'isola fu invasa e occupata dagli Arabi nella prima metà del IX secolo. Quando Creta fu riconquistata dai Bizantini nel 961 la sede dei metropoliti di Gortina fu trasferita a Candia.
Tra le numerose suffraganee di Gortina c'era anche la diocesi di Arcadia, documentata in diverse Notitiae Episcopatuum del patriarcato di Costantinopoli dal IX al XII secolo. Sono solo due i vescovi greci noti di Arcadia, prima dell'occupazione veneziana: Giovanni, che prese parte al secondo concilio niceno nel 787; e Giorgio, di cui è stato scoperto un sigillo databile fra XI e XII secolo.
In seguito alla conquista veneziana dell'isola (1212), le diocesi greche esistenti furono amministrate dai vescovi di rito latino e sottomesse al metropolita latino dell'arcidiocesi di Candia. La diocesi latina di Arcadia fu soppressa nel 1604, ma venne restaurata quando Creta fu conquistata dagli Ottomani e, di conseguenza, furono ricostituite le diocesi di rito greco. Sono pochi i vescovi conosciuti di questa nuova fase della vita della diocesi di Arcadia, la cui cronotassi diventa regolare solo a partire dall'Ottocento.
Il 20 dicembre 1900 la sede di Arcadia cedette una porzione di territorio alla diocesi di Petra, ma inglobò una porzione dell'arcidiocesi di Creta, a nord di Gortina.
Nel marzo 1946 la sede della diocesi fu trasferita da Agioi Deka, nei pressi dell'antica Gortina, a Mires.
Il 16 marzo 1961 la diocesi modificò il proprio nome in quello di "Gortina e Arcadia" e il 25 settembre 1962 fu elevata dal patriarca di Costantinopoli al rango di metropolia.
Il 20 gennaio 2001 cedette una porzione di territorio a vantaggio dell'erezione della metropolia di Arkalochori, Kasteli e Viannos.

## Cronotassi

### Vescovi di Arcadia
- Giovanni † (menzionato nel 787)[7]
- Giorgio † (XI/XII secolo)[8]
- Gabriele † (menzionato nel 1757)[9]
- Gerasimo † (prima del 1793 - 20 giugno 1803 dimesso)[10]
- Gerasimo † (prima del 1793 - 20 giugno 1803 dimesso)[10]
- Teofilatto † (20 giugno 1803 - 20 agosto 1809 deceduto)[10]
- Neofito † (22 agosto 1809 - 6 maggio 1823 deceduto)[10]
- Massimo Sivianos † (1825 - 20 ottobre 1844 deceduto)[10]
- Gioacchino Skalaniotis † (15 gennaio 1845 - 28 dicembre 1854 deceduto)[10]
- Gregorio † (20 marzo 1855 - 25 giugno 1877 deceduto)[10]
- Niceforo Zachariadis † (4 febbraio 1879 - aprile 1887 eletto vescovo di Cidonia e Apokoronas)[10]
- Nicodemo Katsarakis † (26 aprile 1887 - 12 dicembre 1900 deceduto)[10]
- Basilio Markakis † (30 giugno 1902 - 8 aprile 1941 eletto metropolita di Creta)[10]
- Eugenio Psalidakis † (20 gennaio 1946 - 23 maggio 1950 eletto metropolita di Creta)[10]
- Timoteo Papoutsakis † (26 agosto 1956 - 25 settembre 1962 nominato metropolita di Gortina e Arcadia)[10]

### Metropoliti di Gortina e Arcadia
- Timoteo Papoutsakis † (25 settembre 1962 - 10 marzo 1978 eletto arcivescovo di Creta)[10]
- Cirillo Kypriotakis † (1979 - 24 aprile 2005 deceduto)[10]
- Macario Douloufakis, dal 26 maggio 2005